# زيلينغنشتات
زلينغن اشتات (بالألمانية: Seligenstadt) هي بلدة، مدينة و بلدة ألمانية تقع في ألمانيا في أوفنباخ. يقدر عدد سكانها بـ 20,152 نسمة .

## المدن التوأمة
مدن Triel-sur-Seine، بروكفيلد و Piedimonte Matese هي مدن توأمة لـزلينغن اشتات.

## أعلام
- جينا ليزا لوفينك
- رالف ويبر
- هانس ميملنغ